# Boris Chatalbashev
Boris Chatalbashev (en búlgar:Борис Чаталбашев; 30 de gener de 1974) és un jugador d'escacs búlgar que té el títol de Gran Mestre Internacional des de 1997.
A la llista d'Elo de la FIDE del maig de 2020, hi tenia un Elo de 2517 punts, cosa que en feia el jugador número 8 (en actiu) de Dinamarca. El seu màxim Elo va ser de 2613 punts, a la llista de juliol de 2011 (posició 250 al rànquing mundial).

## Resultats destacats en competició
Chatalbashev ha estat quatre cops campió de Bulgària els anys 1991, 1998, 2007 i 2010, i ha guanyat més de trenta torneigs d'escacs. Dels darrers torneigs, destacar el segon lloc a Bad Liebenzeller (Alemanya), darrere de Vladislav Borovikov, subcampió a l'Obert Albena a Bulgària del 2010 i campió al 12è Internacional South Wales el 2015 amb 8 punts de 10. L'octubre de 2015 fou campió del torneig GM Xtracon a Køge (Dinamarca) amb 20 punts de 27 (la victòria es donava 3 punts), un punt per davant d'Eduardas Rozentalis i Nikita Maiorov.

### Participació en olimpíades d'escacs
Chatalbashev ha participat, representant Bulgària, en tres Olimpíades d'escacs entre els anys 1996 i 2004, amb un resultat de (+7 =7 –4), per un 58,3% de la puntuació. El seu millor resultat el va fer a les Olimpíada del 2004 en puntuar 4 de 6 (+3 =2 -1), amb el 66,7% de la puntuació, amb una performance de 2593.